# Antibiotique sulfamidé
L'antibiotique sulfamidé est, comme la plupart des sulfamidés, un agent antimicrobien de structure moléculaire proche de l'acide para-aminobenzoïque normalement utilisé par la bactérie pour produire la vitamine B9. La cellule va les reconnaître pour ce qu'ils ne sont pas et les intégrer dans son métabolisme, et, parce que ce sont des molécules analogues, les voies métaboliques seront bloquées. Ceci provoque une inhibition de la synthèse des bases nucléiques et la cellule meurt par carence en bases nucléiques. 
Ces produits constituant une famille d'antibiotiques ont eu dans le passé des applications pharmaceutiques de premier ordre, notamment en chimiothérapie antimicrobienne. Ils présentent cependant un risque d'allergie. Ils ont une bonne diffusion au niveau du système nerveux central. Les sulfamidés sont fortement liés aux protéines plasmatiques, ce qui peut augmenter la forme libre d'autres médicaments, par un phénomène de compétition.
Certains sulfamidés (sulfadiazine ou sulfaméthoxazole) sont parfois associés à un autre médicament, le triméthoprime, qui agit contre la dihydrofolate réductase, une autre étape du métabolisme de la vitamine B9. L'association fixe de sulfaméthoxazole et de triméthoprime porte le nom de cotrimoxazole.

## Découverte
Daniel Bovet, lauréat du prix Nobel de physiologie ou médecine en 1957, raconte, dans un ouvrage autobiographique, la découverte de l'action antibactérienne des sulfamides par Jacques et Thérèse Tréfouël, Federico Nitti et lui-même à l'Institut Pasteur, dans le laboratoire de chimie thérapeutique dirigé par Ernest Fourneau.
Il rappelle que si Domagk a été couronné en 1939 par le prix Nobel pour sa découverte de l'action du Prontosil (sulfamidochrysoïdine) sur les maladies à streptocoques, c'est dans le laboratoire de Fourneau que ses collaborateurs et lui-même ont isolé pour la première fois, en 1935, l'agent incolore du Prontosil (le 1162 F ou p-aminophényl-sulfamide), renversant l'axe des recherches, qui ne s'étaient appliquées jusqu'alors qu'aux propriétés colorantes du composé, et ouvrant ainsi effectivement la voie à la sulfamidothérapie.

## Pharmacocinétique
Les associations incluant les sulfamidés sont essentiellement Sulfaméthoxazole + Triméthoprime, Sulfafurazole + Érythromycine (qui n'est plus indiqué dans le traitement de l'OMA), la Sulfadiazine + Pyriméthamine (traitement de la toxoplasmose). 
Dans l'ensemble, ces associations ont une bonne distribution tissulaire : le LCR, le péritoine, la bile, les sécrétions bronchiques, la prostate, le liquide synovial. 
La biodisponibilité est satisfaisante. La demi-vie pour Sulfaméthoxazole + Triméthoprime est de 9 h à 12 h.
L'association Sulfaméthoxazole + Triméthoprime, subit une biotransformation dans le foie et une élimination rénale.

## Effets indésirables
Ils peuvent être responsables de vertiges, d'acouphènes, et plus gravement de pancytopénie, réversible par administration d'acide folique, plus rarement d'anémie hémolytique ou d'hypoprothrombinémies. 
Au niveau cutané, les sulfamidés peuvent également induire un syndrome de Stevens-Johnson (érythème polymorphe avec ulcération des muqueuses oculaire, buccale et génitale) ou, préférentiellement chez les enfants, un syndrome de Lyell (nécrose épidermique bulleuse et extensive). À noter, une hypersensibilité plus importante chez le patient VIH. 
On note aussi de rares cas d'hypertensions intra-crâniennes (sulfaméthoxazole), des néphropathies tubulo-interstitielles et des lithiases urinaires. 
Il existe une allergie croisée avec les autres sulfamidés (anti-diabétiques, anti-inflammatoires).

## Environnement
(janvier 2017).
Les sulfamidés sont couramment utilisés en médecine humaine et vétérinaire. Comme ils sont lentement métabolisés par le corps, ils sont relâchés dans l'environnement et se retrouvent dilués dans les eaux usées. Les stations d'épuration sont un lieu propice au développement et à la propagation de bactéries résistantes. Par conséquent, des mesures sont prises pour diminuer la quantité d'antibiotique, ainsi que plus généralement de micropolluants dans les boues d'épuration. Une étude parue en 2015 s'intéresse à la biodégradation de ces molécules par des bactéries, qui serait une alternative aux techniques qui existent déjà,. Les chercheurs ont étudié Microbacterium sp. strain BR1 qui est capable de dégrader les sulfamidés et même d'assimiler certains produits de dégradation. Cette bactérie pourrait donc être utilisée pour le traitement des eaux usées.
Dans les bactéries, ces composés sont des inhibiteurs compétitifs de l'acide para-aminobenzoïque (PABA), un substrat de l'enzyme dihydroptéroate synthétase. Le fonctionnement de cet enzyme est nécessaire à la synthèse d'acide folique dans ces organismes.
Le nom commercial du premier sulfonamidé était le Prontosil. Les premières expériences avec le Prontosil ont débuté en 1932 avec le chimiste allemand Gerhard Domagk. Ses résultats ont été publiés en 1935 après que son employeur, IG Farben, ait obtenu un brevet pour le composé. Le Prontosil était un colorant azoïque rouge et possédait un effet protecteur contre les streptocoques dans les souris. Cet effet était uniquement observé in vivo et non in vitro. À l'aube de la Seconde Guerre mondiale, les Alliés se sont intéressés au brevet allemand afin de mettre au point leur propre substance.
Il a été rapidement découvert (1936) que le principe actif du Prontosil était un composé beaucoup plus petit et plus efficace, il s'agit du sulfanilamide.
Le sulfanilamide a joué un rôle central dans la prévention des infections lors de la deuxième Guerre Mondiale. Les soldats américains possédaient tous un kit de premier secours qui contenait de la poudre de sulfanilamide. Ils avaient pour instruction d'en saupoudrer toute plaie ouverte. Entre 1942 et 1943, les médecins Nazis ont conduit des expériences avec du sulfanilamide sur des prisonniers à Ravensbrück.
Une préparation de sulfanilamide, toxique malgré elle, a eu une influence centrale sur la Food and Drug Administration américaine. Celle-ci se dénommait Élixir sulfanilamide et avait de l'éthylène glycol comme solvant, or celui-ci est toxique. Cette préparation a tué plus d'une centaine de personnes, principalement des enfants, et a conduit à l'émergence du Federal Food, Drug and Cosmetic Act de 1938.
Plusieurs milliers de permutations de la structure du sulfanilamide ont été créées depuis sa découverte (plus de 5400 en 1945). Ces permutations ont été principalement réalisées en substituant une fonction chimique amide par un autre groupe fonctionnel.
De nombreux médicaments indiquent dans leur notice d'utilisation qu'ils contiennent des sulfamidés car les allergies à ceux-ci sont répandues.

## Tableau d'efficacité
Voici un tableau d'efficacité potentielle des bêta-lactamines.
Légende :
- spectre utile ;
- non couvert ;
- intermédiaire / résistance fréquente ;
- CG+ : Cocci gram + ;
- BGN : bacilles gram négatif ;
- BG+ : Bacilles gram +.

### Bactéries aérobies
L'information du spectre d'efficacité de l'antibiotique est à titre indicatif (en particulier pour les étudiants en médecine), si vous devez prescrire des antibiotiques, veuillez vous référer aux recommandations officielles.
|          | Gram + | Gram - |
| Cocci    | Staphylocoque (coccis en amas) : - à coagulase neg - aureus Streptocoque (cocci en chainettes) : - pyogenes du groupe A, pneumoniae - autres streptocoques : groupe D (bovis)... Entérocoques : (diplocoques) Enterococcus fecalis (ressemble aux streptocoques) | Nesseria (2 principaux cocci gram -) - Meningitidis (meningocoque) - Gonorrhoeae Coccobacilles (germes en pédiatrie) : - Moraxella - Branhamella catarrhalis |
| Bacilles | Listeria monocytogenes (le seul BG+ à connaître) Corynebacteirum diphteriae Bacillus anthracis | Entérobactéries : E. Coli (ETEC, EPEC, EHEC), Klebsiella, Enterobacter, Serratia, Proteus, Salmonella, Shigella, Yersinia pestis / enterocolitica Autres BGN : Campylobacter, Helicobacter pilori et jejuni, Vibrio cholerae, Pasteurella, Haemophilius influenzae HACEK (Haemophilus, Actinobacillus, Cardiobacterium, Eikenella, Kingella) Bordetella pertussis, Legionella (intracellulaire facultative ) morsures griffures : Bartonella henselae, Francisella tularensis (griffe du chat) Pseudomonas : à part |

### Bactéries anaérobies
L'information du spectre d'efficacité de l'antibiotique est à titre indicatif (en particulier pour les étudiants en médecine), si vous devez prescrire des antibiotiques, veuillez vous référer aux recommandations officielles.
|          | Gram + | Gram - |
| Bacilles | Clostridium (principaux BG+ anaérobies): tetani, botulinum, perfringens, difficile propionibacterium acnes actinomyces | bacteroides fragilis fusobacterium morsures griffures : Pasteurella multocida (chien, anaérobie facultative) |
| Cocci    | Peptostreptoccucs sp.                                                                                                  | |

### Autres bactéries
L'information du spectre d'efficacité de l'antibiotique est à titre indicatif (en particulier pour les étudiants en médecine), si vous devez prescrire des antibiotiques, veuillez vous référer aux recommandations officielles.
| Intracellulaires | Spirochètes (bactéries hélicoïdales Gram -)                    | Mycobactéries = BAAR                                        | Autres                                         |
| --- | -------------------------------------------------------------- | ----------------------------------------------------------- | ---------------------------------------------- |
| chlamydia (trachomatis, psitacci, pneumoniae) mycoplasme (pulmonaire), ureaplasma urealyticum (uro genital) rickettsia | treponema (pallidum ) borrelia (burgdorferi = lyme) Leptospira | tuberculosis Leprae mycobacteries atypiques (avium, xenopi) | Nocardia (BG+) Pneumoystis jiroveci (Parasite) |

| Germes Intracellulaires facultatifs | Germes Intracellulaires obligatoires |
| --- | --- |
| Legionella (BGN aérobie) Bordetella pertussis : coqueluche (BGN aérobie) Mycobacterium tuberculosis : tuberculose (mycobactérie) Salmonella typhi : fièvre typhoïde (BGN aérobie) Brucella sp. : brucellose (?) Legionella pneumophila : légionellose (BGN aérobie) Listeria monocytogenes : listériose (BG+ aérobie) Francisella tularensis : tularémie (?) | Mycobacterium leprae : lèpre (mycobactérie) Rickettsia sp. : fièvre boutonneuse, typhus Coxiella burnetii : fièvre Q Chlamydia trachomatis : trachome, pneumopathies (intracellulaire) |

Par ailleurs, l'activité anti-parasitaire est notable. Ainsi, l'association Sulfaméthoxazole + Triméthoprime est indiquée en première intention contre Pneumocystis jirovecii, Isospora belli et dans la prévention de la toxoplasmose, et de la pneumocystose chez le patient VIH. 